# Рубен, Ханна
Ханна Амучечи Рубен (англ. Hannah Amuchechi Rueben; 14 февраля 1994, Угелли , Дельта, Нигерия) — нигерийская спортсменка, борец вольного стиля. Участница Игр XXXI Олимпиады в Рио-де-Жанейро в категории до 69 кг, где заняла четырнадцатое место.

## Биография
Ханна Рубен родилась 14 февраля 1994 года в городе Угелли, Нигерия. В феврале 2020 года в Алжире она выиграла золотую медаль в весовой категории до 65 кг на чемпионате Африки.